# Mauricio Pineda
Mauricio Héctor Pineda (* 13. Juli 1975 in Buenos Aires) ist ein ehemaliger argentinischer Fußballspieler. Der linke Außenverteidiger nahm mit der argentinischen Nationalmannschaft an der Fußball-Weltmeisterschaft 1998 teil.

## Karriere

### Verein
Mauricio Pineda begann seine Karriere 1993 bei Huracán und wechselte 1996 zu den Boca Juniors. Anfang 1998 nahm er das Angebot des italienischen Klubs Udinese an. Dort kam er in den ersten beiden Saisons in acht bzw. zehn Spielen zum Einsatz. 1999 wurde er an den spanischen Verein RCD Mallorca verliehen, anschließend an Udineses Ligarivalen SSC Neapel. Nach einer weiteren Saison bei Udinese verbrachte er sein letztes Jahr in Europa als Leihspieler beim Zweitligisten Cagliari Calcio. 2003 kehrte er in seine Heimat zum CA Lanús zurück, wo er aufgrund seiner nicht mehr guten Physis nur auf fünf Einsätze kam. Nach einem halben Jahr ohne Verein unterschrieb er beim CA Colón, für den er aber kein Spiel mehr bestritt.

### Nationalmannschaft
Mauricio Pineda gehörte zum Kader der argentinischen Olympiamannschaft, die sich für die Sommerspiele 1992 in Barcelona qualifizierte. Er selbst nahm an den Olympischen Spielen 1996 teil und erreichte mit der jungen Albiceleste das Finale, das mit 2:3 gegen Nigeria verloren ging.
Er gehörte zum Kader der A-Nationalmannschaft bei der Copa América 1997, bei der er bei der 1:2-Niederlage im Viertelfinale gegen Peru debütierte. Nach mehreren Freundschaftsspielen zur Vorbereitung auf die Fußball-Weltmeisterschaft 1998 wurde er auch für das Turnier in Frankreich nominiert. Dort kam er bei den beiden Siegen in den Gruppenspielen gegen Jamaika und Kroatien sowie bei der 1:2-Niederlage im Viertelfinale gegen die Niederlande zum Einsatz. Diese Partie war zugleich Pinedas letzter Länderspieleinsatz. Er erzielte sein einziges Tor beim 1:0-Sieg im WM-Gruppenspiel gegen Kroatien.

## Erfolge
Udinese
- UEFA-Intertoto-Cup-Sieger: 2000

Argentinien Olympia
- Silbermedaille bei den Olympischen Spielen: 1996

## Sonstiges
Im März 2006 wurde er wegen Falschangaben zur Erlangung der italienischen Nationalität zu acht Monaten Freiheitsentzug verurteilt.